# Adolfo Mengotti
Adolfo Mengotti Arnáiz (Valladolid, 12 de noviembre de 1901 - 1984) fue un futbolista hispano-suizo. Hijo del cónsul suizo en España y de burgalesa, nació en la Casa Mantilla de Valladolid. Jugaba en la posición de mediocentro y desarrolló su carrera deportiva en el Servette FC de Ginebra, y en el Real Madrid. Fue el primer medallista olímpico vallisoletano, ya que obtuvo la medalla de plata en la competición de fútbol de los Juegos Olímpicos de París 1924, compitiendo con Suiza.
Tras su retirada como futbolista presidió el Club Suizo de Madrid y fue el representante de Nestlé en España.

## Palmarés
- Medalla de plata en la competición de fútbol de los Juegos Olímpicos de París 1924, compitiendo con Suiza.
- Subcampeón de la Copa del Rey de Fútbol 1924.